# گرس-گراو
شهر گرس-گراودر ایالت هسن در کشور آلمان واقع شده‌است.

## نگارخانه

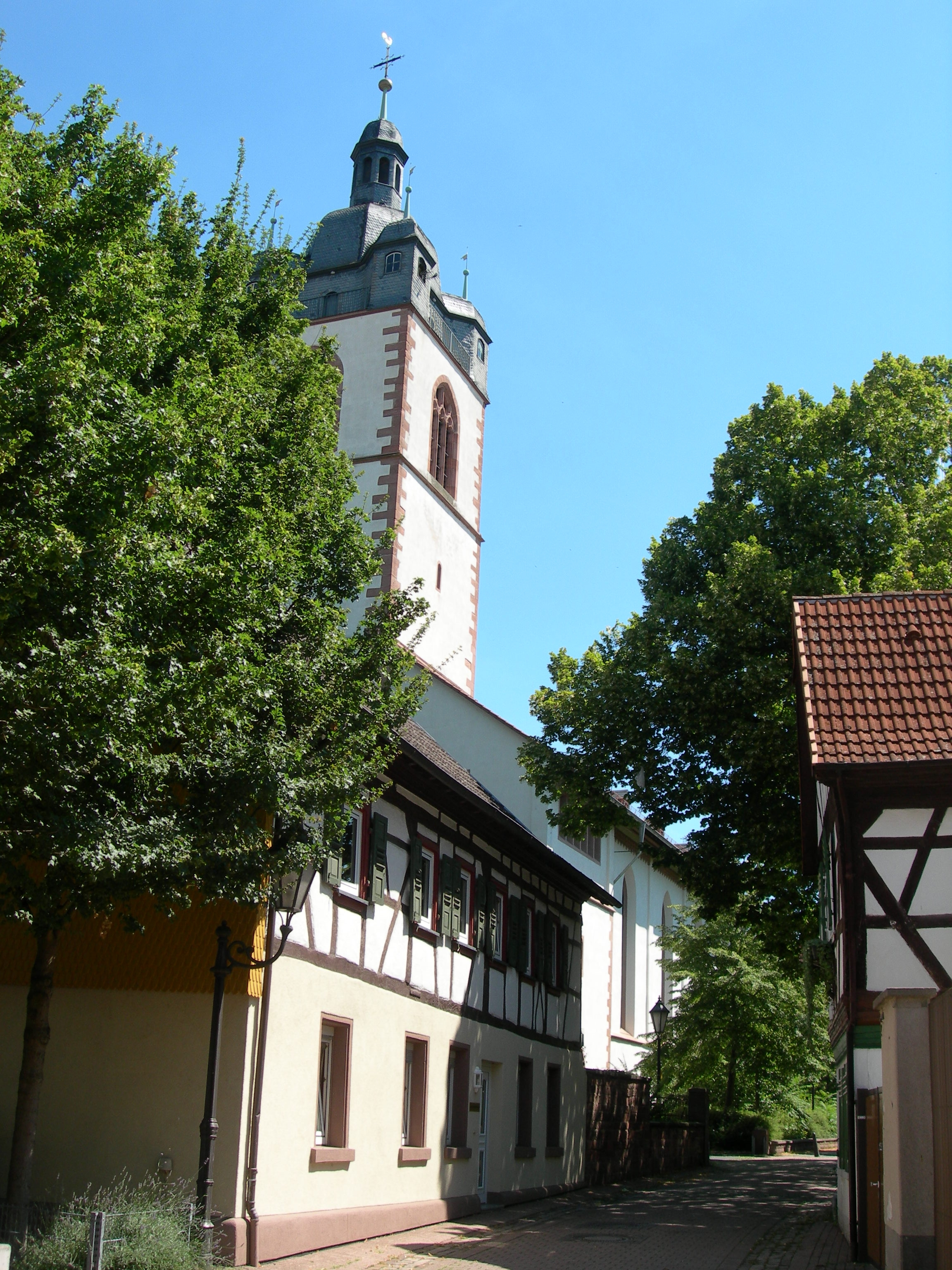
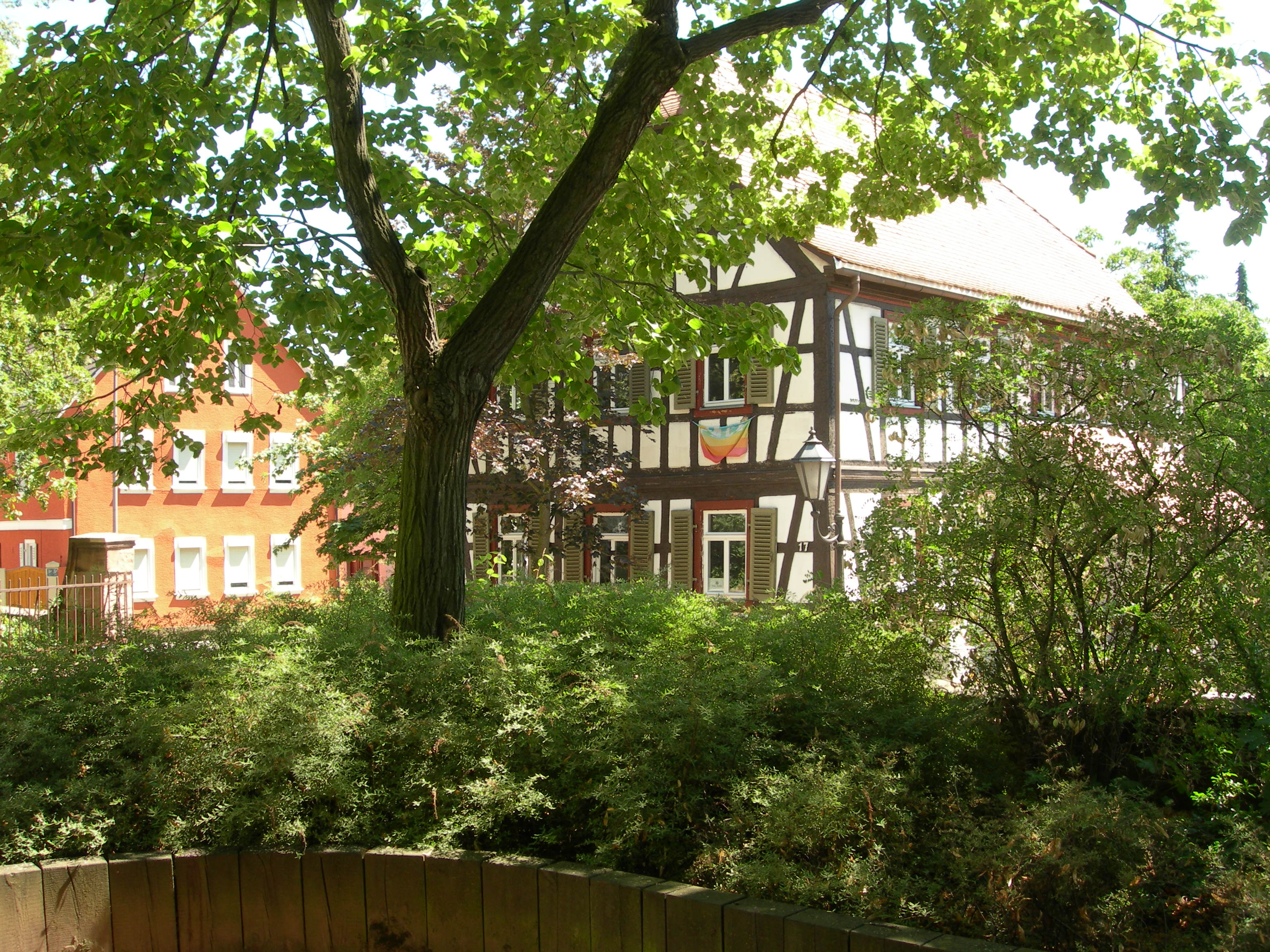
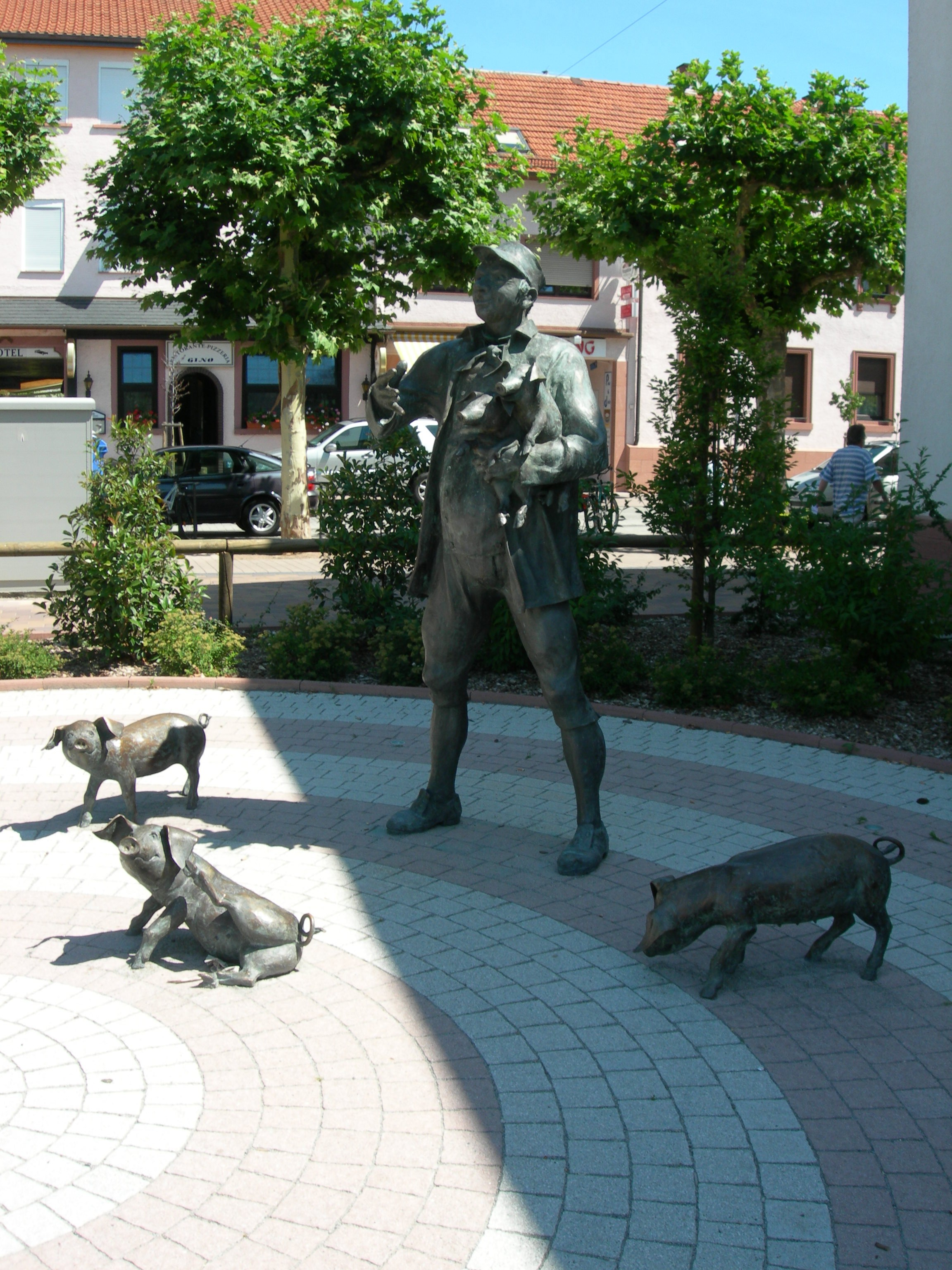
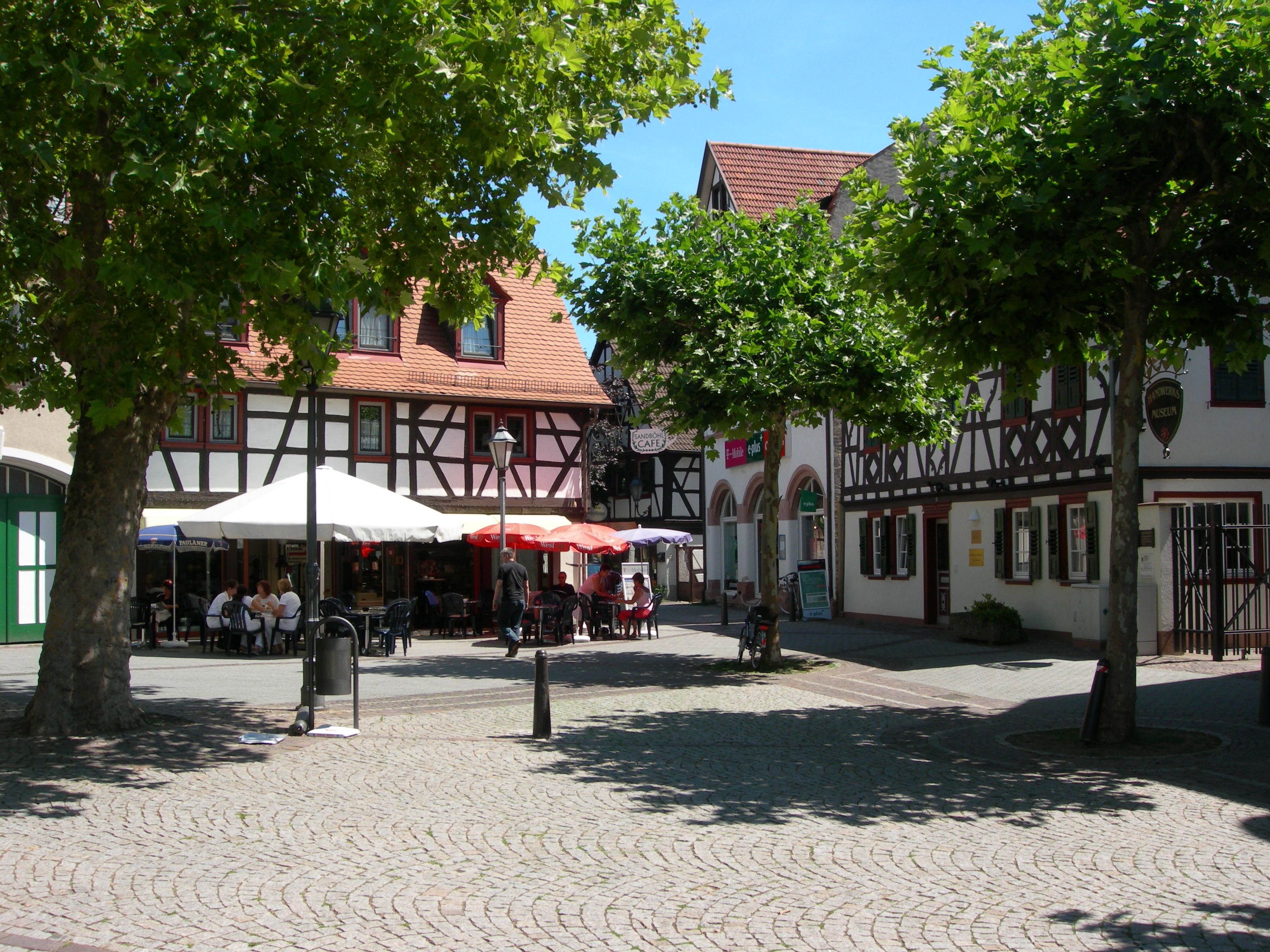
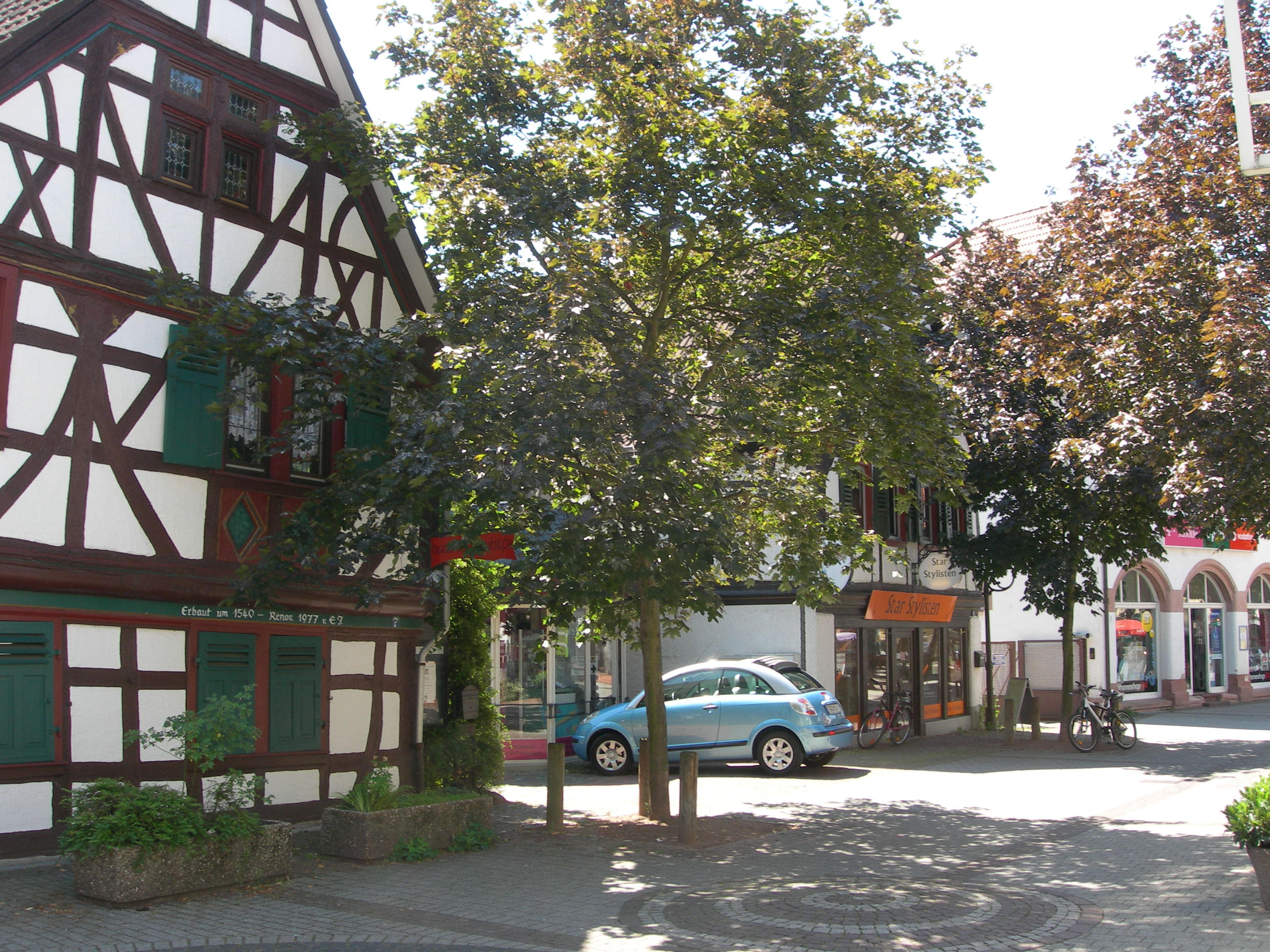
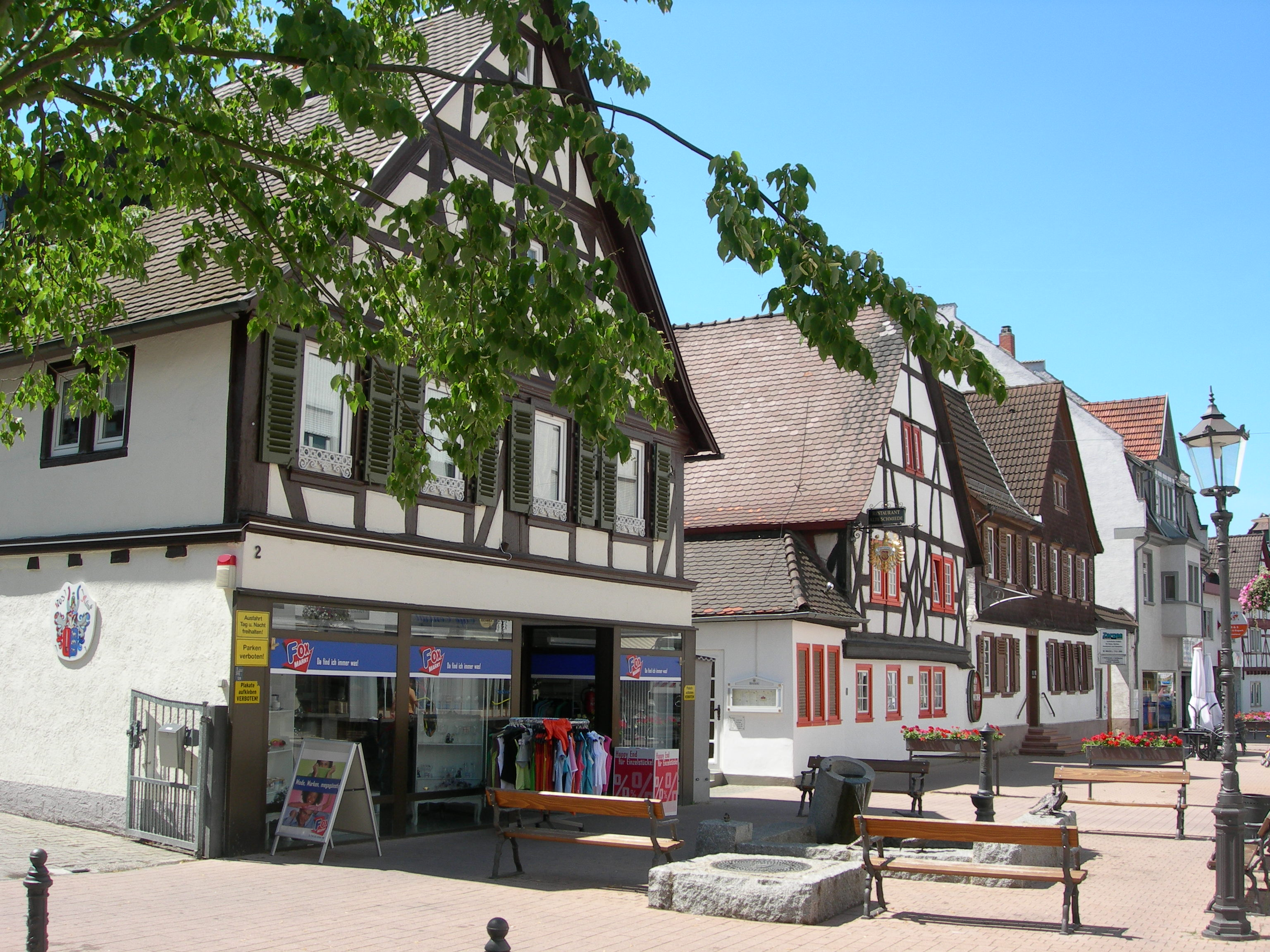
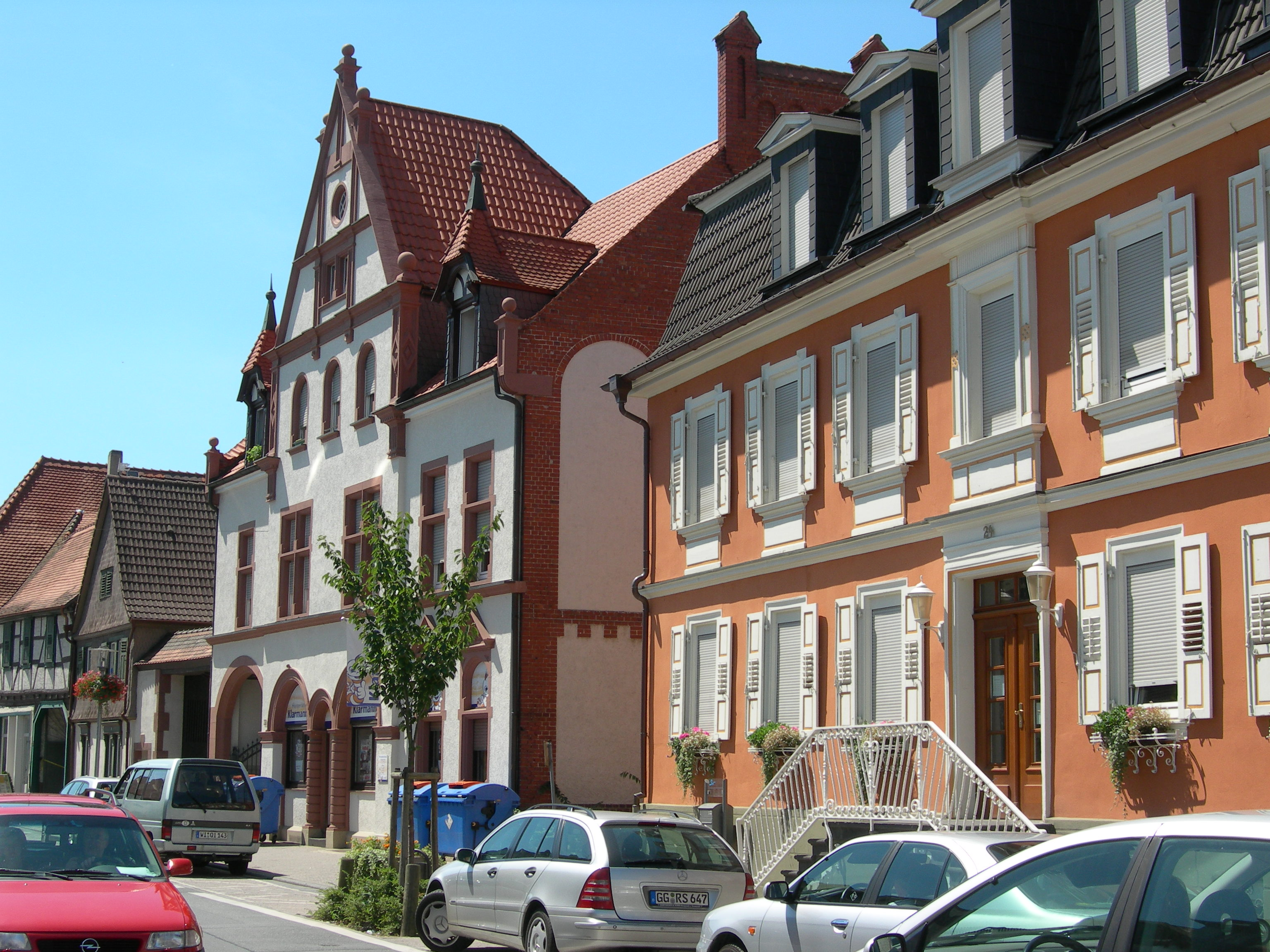
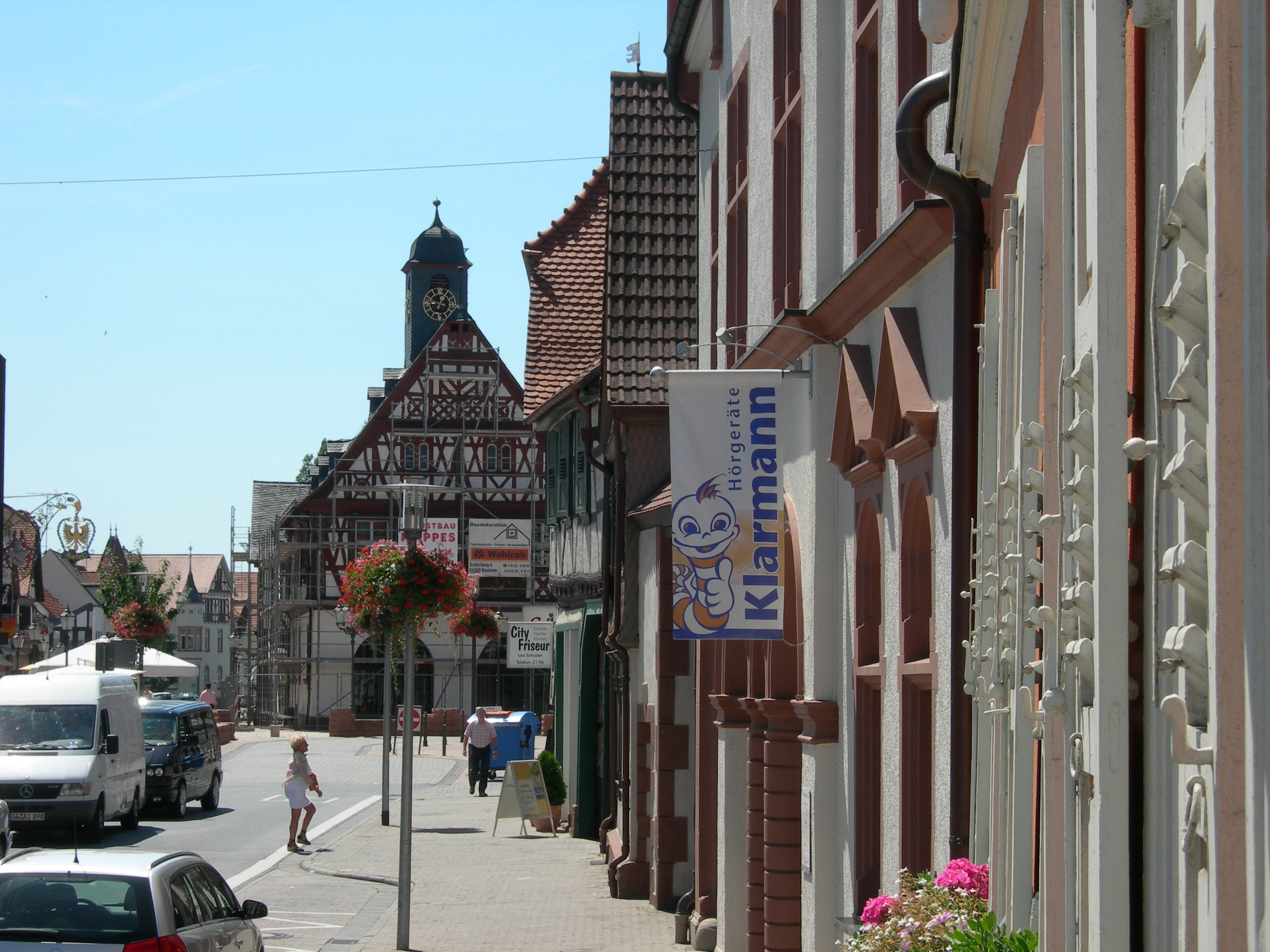